# Friedrich August Clemens Werthes

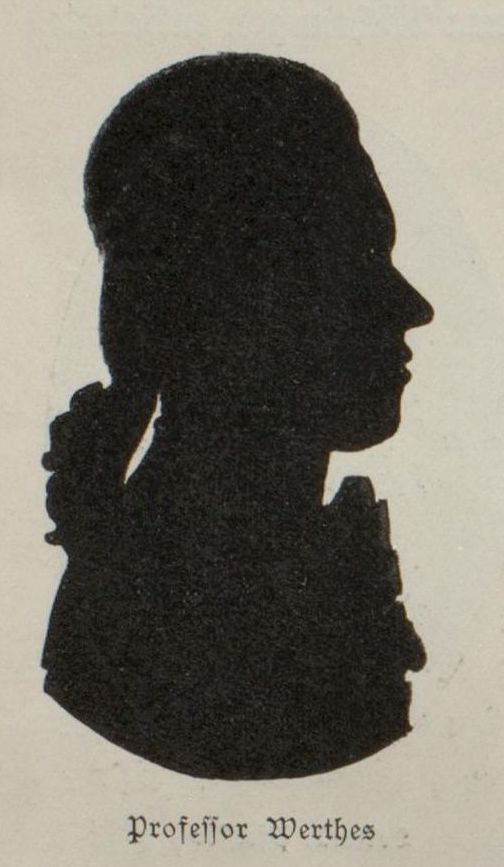
Scherenschnitt von Friedrich August Clemens Werthes

Friedrich August Clemens Werthes (* 12. Oktober 1748 in Buttenhausen; † 5. Dezember 1817 in Stuttgart) war ein deutscher Schriftsteller. 

## Leben
Werthes war an der Universität Tübingen ausgebildet worden und lebte anschließend einige Jahre als Hofmeister in Venedig. Ende 1781 wurde er an der Hohen Karlsschule in Stuttgart angestellt, 1783 wurde er auf eigenen Wunsch entlassen.
Friedrich August Clemens Werthes war ein Anhänger Christoph Martin Wielands. Er war Mitarbeiter am Teutschen Merkur. Werthes übersetzte Carlo Gozzi und Ludovico Ariosto.

## Schriften (Auswahl)
- Ueber den Atys des Katull. Perrenon, Münster 1774 (Digitalisat).
- Deucalion. Ein lyrisches Schauspiel. 1777 (Digitalisat).
- Geschichte des Schiksals der Freymäurer zu Neapel, Frankfurt 1779 (Digitalisat).
- Die vorzüglichsten italiänischen Dichter im siebzehnten Jahrhundert, Neue Typographische Gesellschaft, Bern 1780 (Digitalisat).
- Begebenheiten Eduard Bomstons in Italien: ein Roman in Briefen. Richter, Altenburg 1782 (Digitalisat).
- Conradin von Schwaben: ein Drama in 5 Acten, 2. Aufl. Leipzig 1783 (Digitalisat).
- Rudolph von Habspurg: ein Schauspiel in fünf Aufzügen. Hartmann, Wien 1785 (Digitalisat).
- Bayard, oder der Ritter ohne Furcht und ohne Tadel: ein Schauspiel in fünf Aufzügen. Hartmann, Wien 1786 (Digitalisat).
- Nicolaus Zrini oder die Belagerung von Sigeth: Ein historisches Trauerspiel in drey Aufzügen. Krauß, Wien 1790 (Digitalisat).
- Conradin von Schwaben: Ein Trauerspiel in fünf Aufzügen. Cotta, Tübingen 1800 (Digitalisat).